# Rezerwat przyrody Bielańskie Skałki
Bielańskie Skałki – ścisły, leśnyRezerwat przyrody o powierzchni 1,73 ha, założony w 1957 r. w celu ochrony muraw kserotermicznych.
Znajduje się w zachodniej części Krakowa, na południowych stokach Lasu Wolskiego, w południowo-wschodniej części Pasma Sowińca, w pobliżu klasztoru kamedułów na Bielanach, na południowych stokach Srebrnej Góry. Na objętym ochroną stoku znajdują się interesujące formy skałkowe, zbudowane z wapieni jurajskich.

## Szlaki turystyki pieszej
Bielany (Srebrna Góra) – Bielańskie Skałki – Polana pod Dębiną.